# Ministerie van Economische Zaken

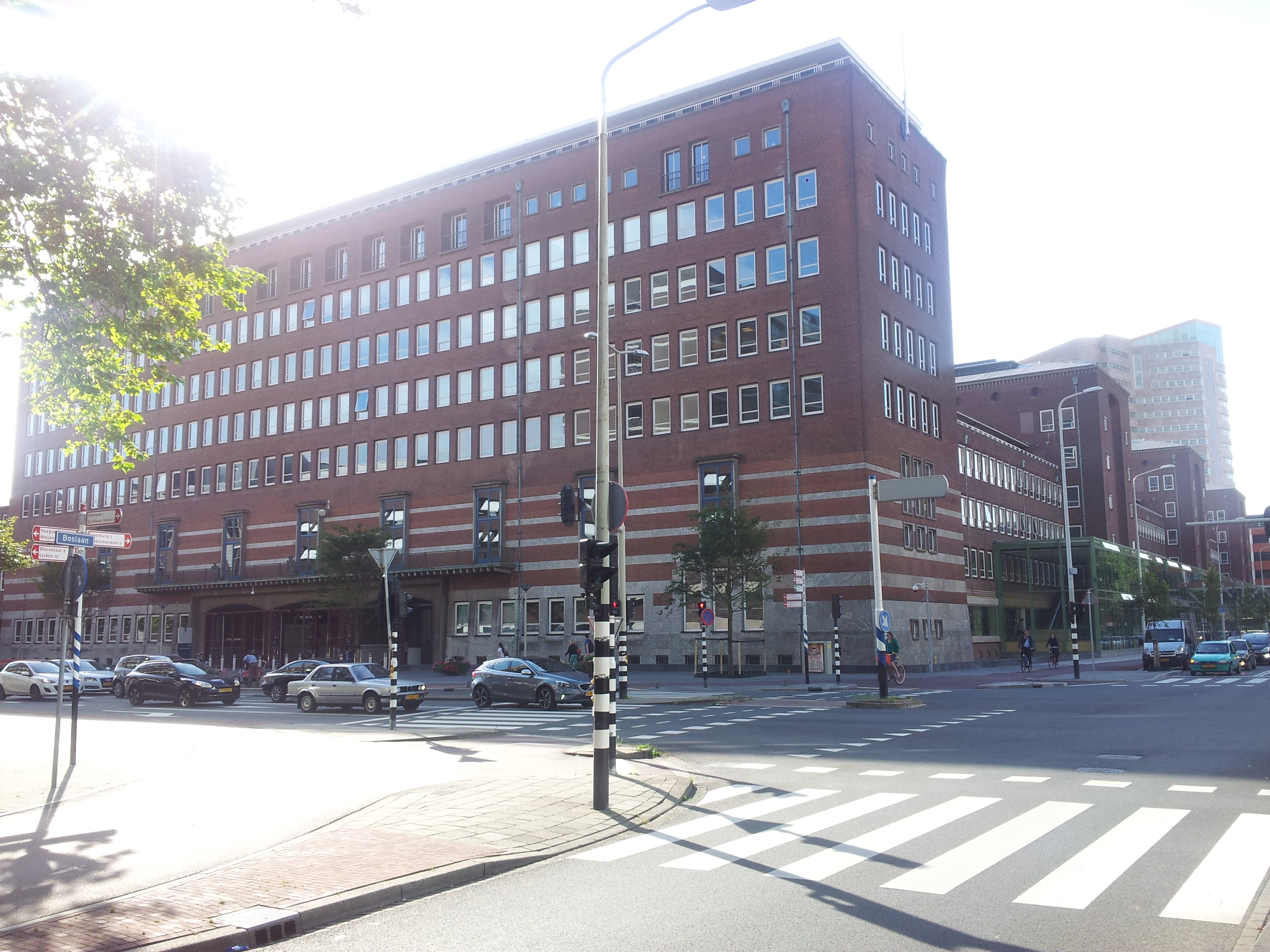
Das Gebäude

Das Ministerie van Economische Zaken (kurz: EZ, deutsch: Ministerium für Wirtschaft) ist das niederländische Ministerium für internationalen Handel, Industrie, Kommunikation, Energieversorgung, Unternehmertum, Innovation und Verbraucherschutz mit Sitz in Den Haag.

## Geschichte
Das Ministerium wurde 1905 als Ministerium für Landwirtschaft, Industrie und Handel gegründet und hatte mehrere Namensänderungen, bevor es 1946 zum Wirtschaftsministerium wurde. 2010 wurde das Ministerium für Landwirtschaft, Natur und Lebensmittelqualität mit dem Wirtschaftsministerium fusioniert. Im Jahr 2012 wurde der Name in Wirtschaftsministerium geändert, behielt jedoch die Zuständigkeiten des ehemaligen Landwirtschaftsministeriums. Im Jahr 2017 wurde das Ministerium für Landwirtschaft, Natur und Lebensmittelqualität wieder eingesetzt, aber das Wirtschaftsministerium übernahm mehrere der umweltpolitischen Portfolios des Ministeriums für Infrastruktur und Umwelt. Das Wirtschaftsministerium wurde in Ministerium für Wirtschaft und Klima umbenannt. 2024, beim Antritt des Kabinetts Schoof, wurde Klima in das neu gegründete Ministerium für Klima und grünes Wachstum ausgegliedert. Seitdem heißt das Ministerium wieder „Ministerium für Wirtschaft“. 
Der Minister für Wirtschaft ist Leiter des Ministeriums und Mitglied der niederländischen Regierung. Amtierender Minister ist Eelco Heinen (VVD), der seit dem 3. Juni 2025 im Amt ist.

## Organisation
| Behörden | Behörden                                                                 | Behörden | Aufgaben               |
| -------- | ------------------------------------------------------------------------ | -------- | ---------------------- |
|          | Agentur für ausländische Investitionen (Buitenlandse Investering Bureau) | BIB      | Internationaler Handel |
|          | Space Office                                                             | NSO      | Weltraumorganisation   |
|          | Büro für wirtschaftspolitische Analyse (Centraal Planbureau)             | CPB      | Wirtschaftsanalyse     |
|          | Zentrales Amt für Statistik (Centraal Bureau voor de Statistiek)         | CBS      | Statistikservice       |
|          | Patentamt (Octrooicentrum Nederland)                                     | OCN      | Patentamt              |